# Allium rechingeri
Allium rechingeri — вид рослин з родини амарилісових (Amaryllidaceae); поширений в Афганістані.

## Поширення
Поширений в Афганістані.